# Sängkammarregementet

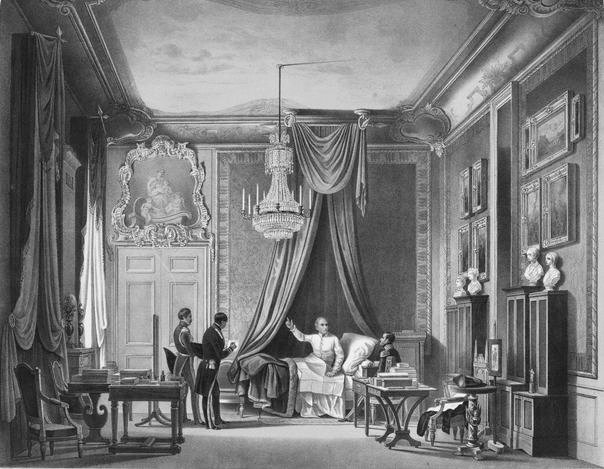
Karl XIV Johans sätt att arbeta från sin sängkammare kom under 1830-talet att benämnas Sängkammarregementet. Litografi efter målning av Carl Stefan Bennet.

Sängkammarregementet kallades Karl XIV Johans, med tiden allt vanligare, vana att sköta sina regeringsärenden och fatta viktiga beslut i sovrummet.
"Karl Johan hade den egendomliga vanan att ligga kvar i sin säng till långt fram på dagen och där utföra en god del av sitt arbete. Och ju äldre han blev, dess längre tid tillbragte han i sin sängkammare, och därifrån han tillsammans med sina gunstlingar ("favoriter") utövade ett »sängkammarregemente», som ibland gjorde statsrådet nästan betydelselöst. När ett vredesutbrott kom på honom under ministrarnes och statssekreterarnes föredragning i sängkammaren, kunde det hända, att Hans Maj:t i upphetsningen sparkade både täcke och lakan av sig."